# 엔슈 철도 철도선

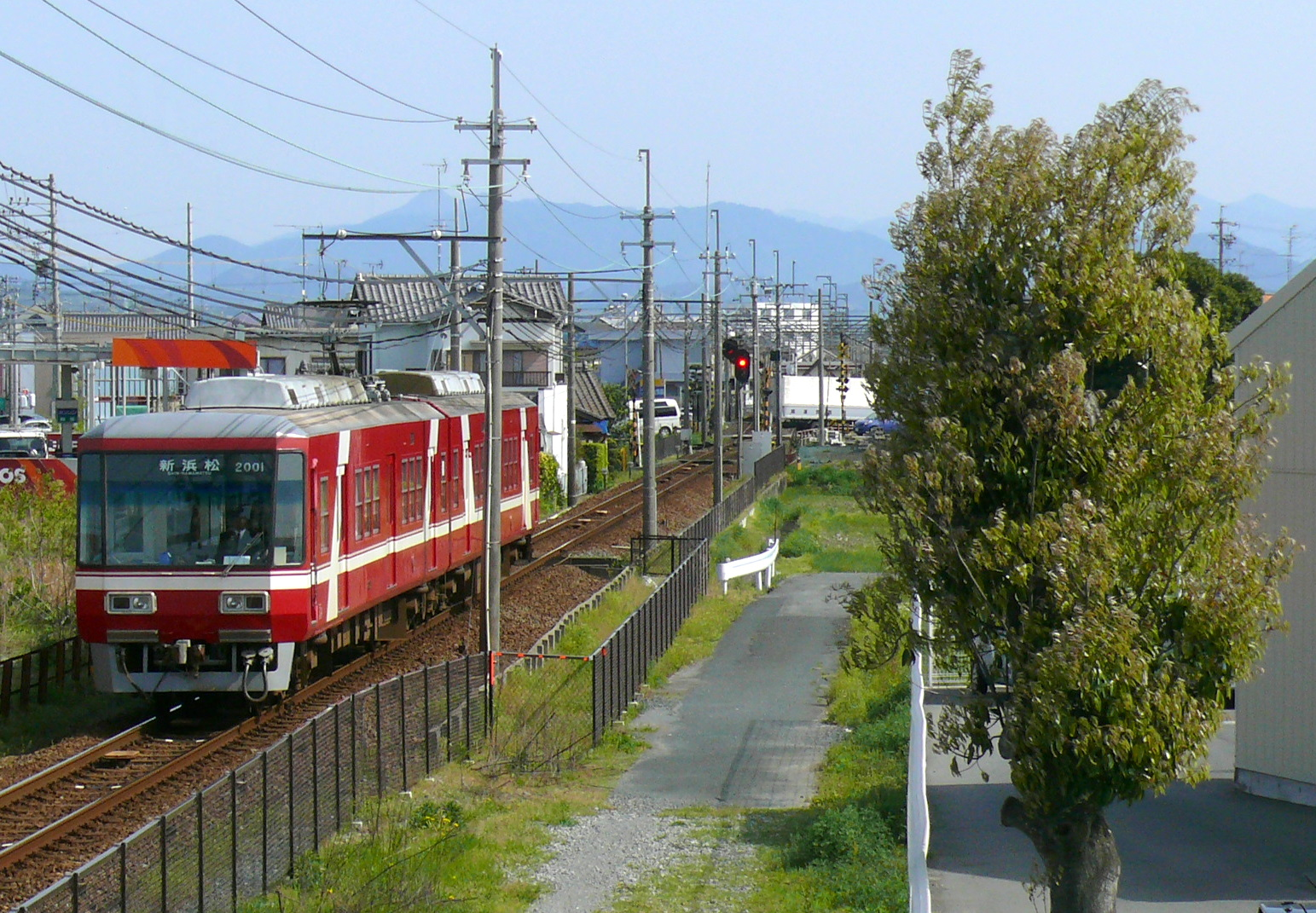

엔슈 철도선(일본어: 遠州鉄道線)은 일본 시즈오카현 하마마쓰시 나카구에 위치한 신하마마쓰 역과 덴류구의 니시카지마역을 잇는 엔슈 철도의 철도 노선이다. 니시카지마 선이라는 통칭 외에, 빨간 전차가 달리는 것에 의해서 아카덴이라고도 불린다.

## 노선 정보
- 노선 거리 (영업 거리) : 17.8km
- 궤간 : 1,067mm
- 역 수 : 18역 (기 ·종점역 포함)
- 복선화 구간 : 없음 (전 구간 단선)
- 전철화 구간 : 전 노선 (직류 1500V)
- 폐색 방식 : 자동 폐색식

## 역 목록
※ 전 노선 하마마쓰시에 소재.
| 역 번호 | 역명           | 일어 역명    | 역간 거리 | 누계 거리 | 접속 노선                                       | 소재지   |
| ------- | -------------- | ------------ | --------- | --------- | ----------------------------------------------- | -------- |
| 01      | 신하마마쓰     | 新浜松       | -         | 0.0       | 도카이 여객철도 도카이도 신칸센 · 도카이도 본선 | 주오구   |
| 02      | 다이이치도리   | 第一通り     | 0.5       | 0.5       |                                                 | 주오구   |
| 03      | 엔슈뵤인       | 遠州病院     | 0.3       | 0.8       |                                                 | 주오구   |
| 04      | 하치만         | 八幡         | 0.8       | 1.6       |                                                 | 주오구   |
| 05      | 스케노부       | 助信         | 0.8       | 2.4       |                                                 | 주오구   |
| 06      | 히쿠마         | 曳馬         | 1.0       | 3.4       |                                                 | 주오구   |
| 07      | 가미지마       | 上島         | 1.1       | 4.5       |                                                 | 주오구   |
| 08      | 지도샤갓코마에 | 自動車学校前 | 0.8       | 5.3       |                                                 | 주오구   |
| 09      | 사기노미야     | さぎの宮     | 1.3       | 6.6       |                                                 | 주오구   |
| 10      | 세키시         | 積志         | 1.2       | 7.8       |                                                 | 주오구   |
| 11      | 엔슈니시가사키 | 遠州西ヶ崎   | 1.4       | 9.2       |                                                 | 주오구   |
| 12      | 엔슈코마쓰     | 遠州小松     | 1.0       | 10.2      |                                                 | 하마나구 |
| 13      | 하마키타       | 浜北         | 1.0       | 11.2      |                                                 | 하마나구 |
| 14      | 미소노추오코엔 | 美薗中央公園 | 0.8       | 12.0      |                                                 | 하마나구 |
| 15      | 엔슈코바야시   | 遠州小林     | 1.3       | 13.3      |                                                 | 하마나구 |
| 16      | 엔슈시바모토   | 遠州芝本     | 1.7       | 15.0      |                                                 | 하마나구 |
| 17      | 엔슈간스이지   | 遠州岩水寺   | 1.3       | 16.3      |                                                 | 하마나구 |
| 18      | 니시카지마     | 西鹿島       | 1.3       | 17.8      | 덴류하마나코 철도 덴류하마나코 선               | 덴류구   |

## 외부 정보
- 엔슈 철도